# Серго-Івановське
Серго-Івановське (рос. Серго-Ивановское) — село Гагарінського району Смоленської області Росії. Входить до складу Серго-Івановського сільського поселення.
Населення — 538 осіб. 